# Emile Braunschool

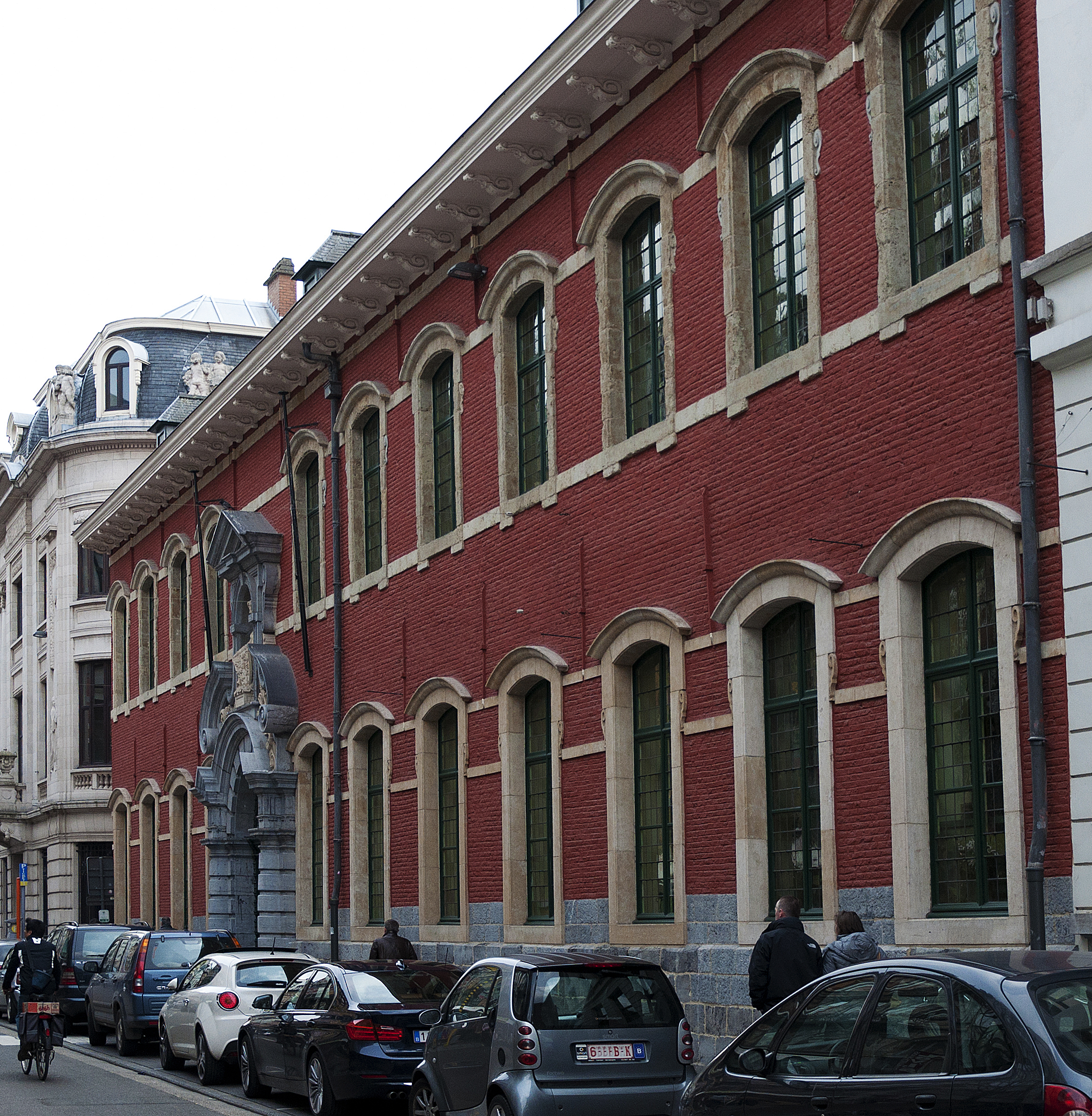
De Emile Braunschool

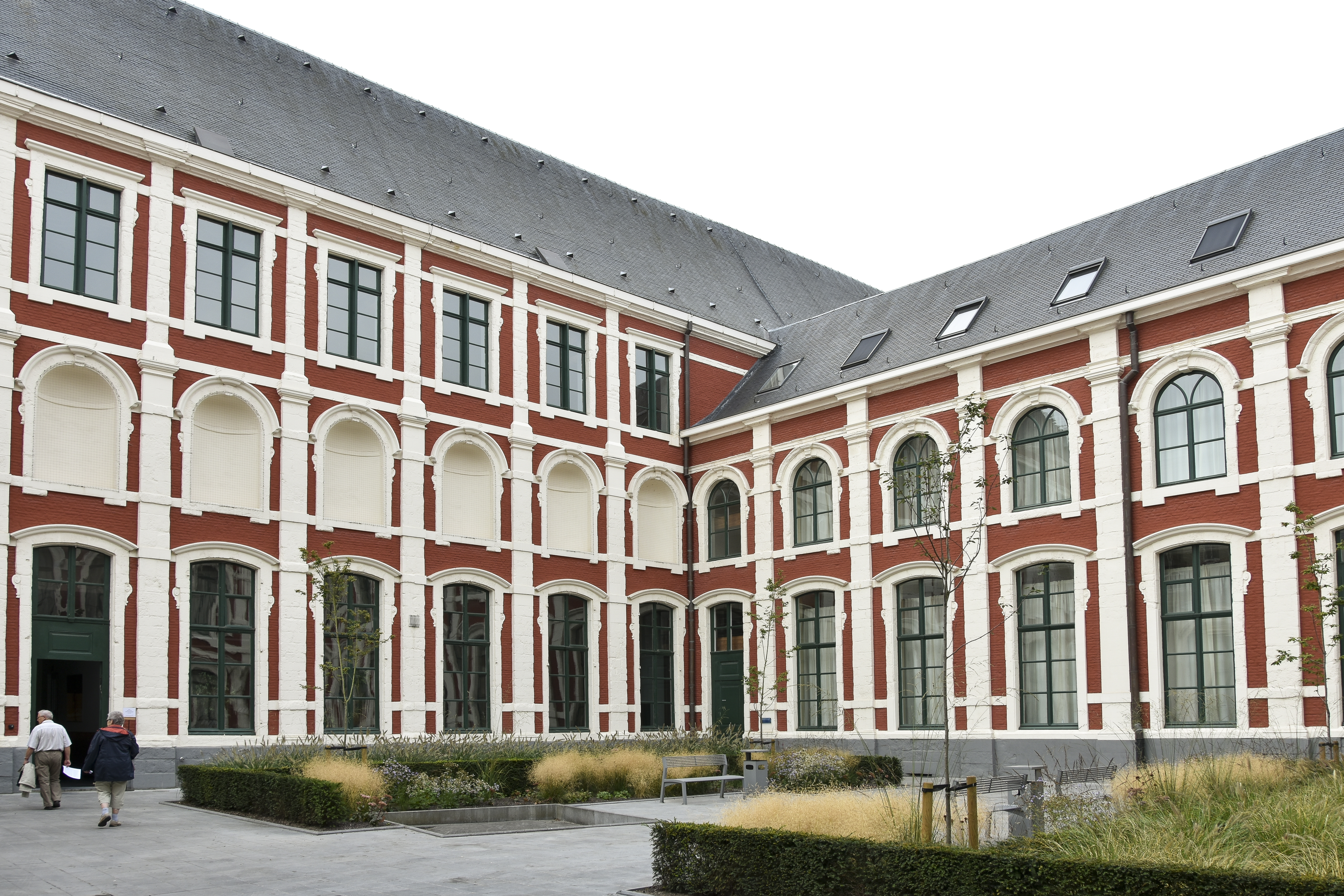
Emile Braunschool - binnenkoer

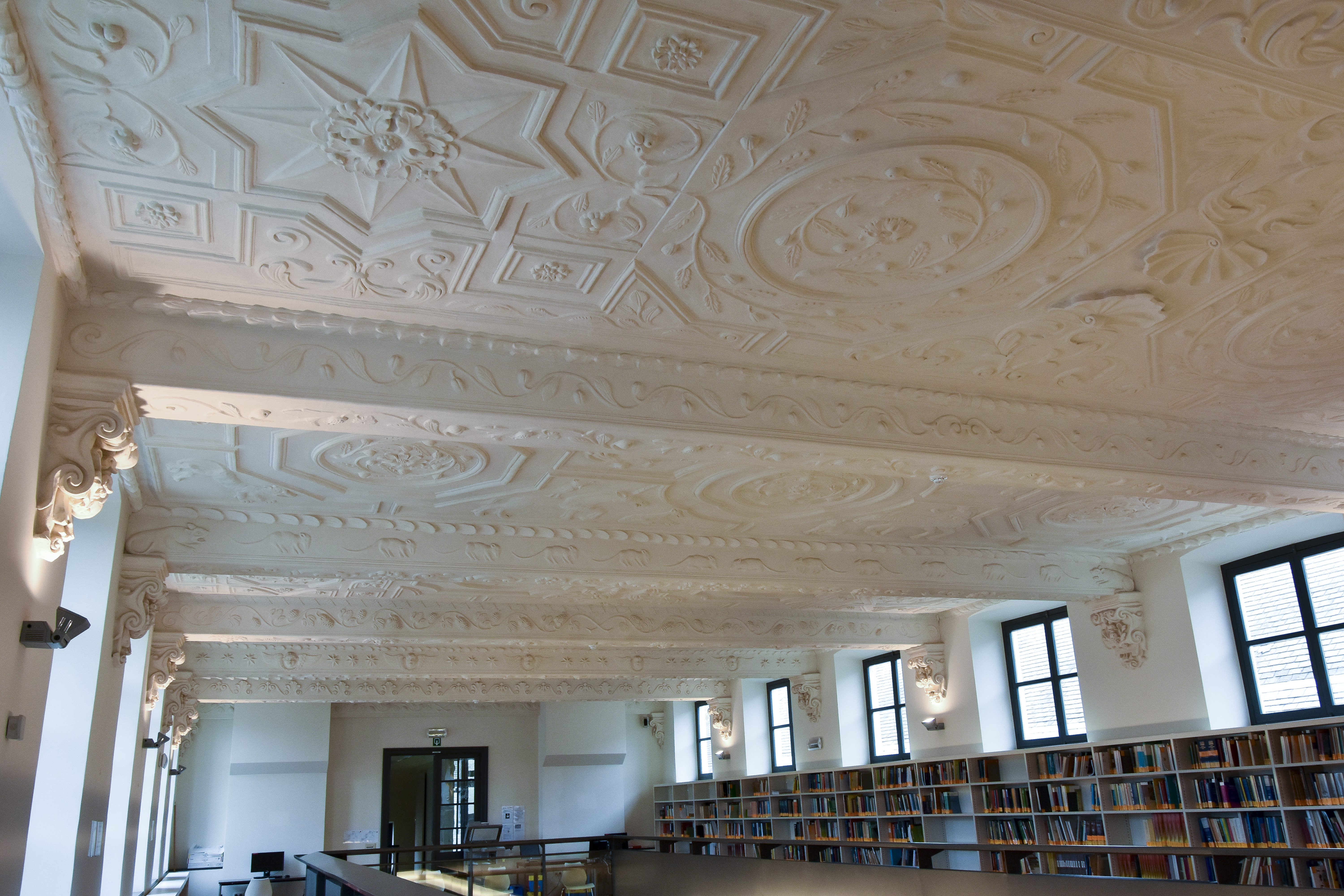
Het stucwerk van Jan Hansche in de bibliotheek van de faculteit rechtsgeleerdheid

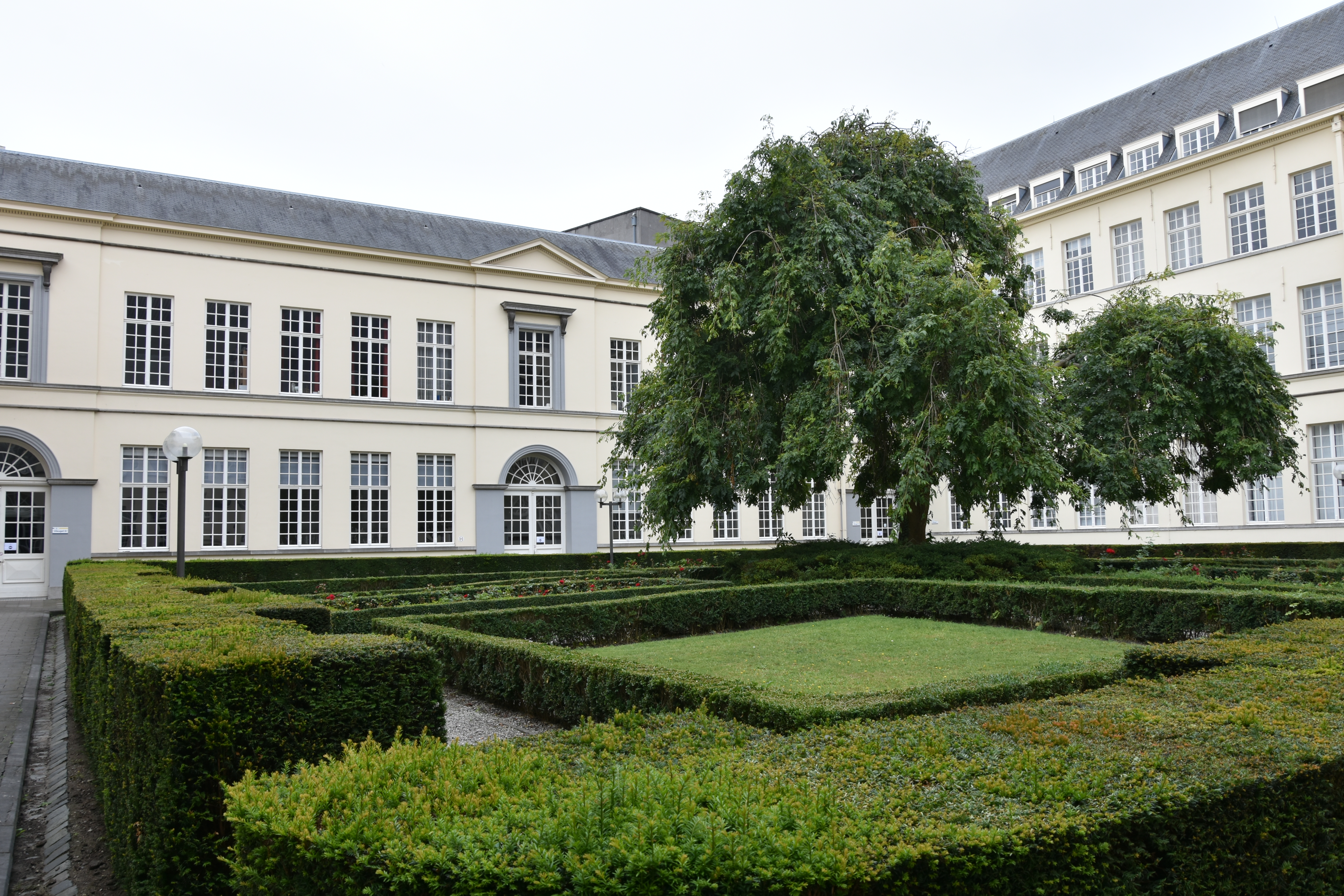
De binnentuin in het classicistisch gedeelte

De Emile Braunschool is een gebouwencomplex aan de Voldersstraat in de Belgische stad Gent, genoemd naar Emile Braun, een populaire Gentse burgemeester. Vandaag huisvest het gebouw een gedeelte van de faculteit rechtsgeleerdheid van de Universiteit Gent. Even verderop ligt de Aula Academica van de universiteit. Vanaf 1591 tot 1773 was hier het jezuïetenklooster van Gent gevestigd.

## Geschiedenis van het pand

### Het Hof van Veere
In de tweede helft van de 16e eeuw kregen onze streken en ook Gent te maken met de beeldenstorm en de ermee verbonden Gentse Republiek die van 1577 tot 1584 onder leiding van onder meer Jan van Hembyse hier de plak zwaaide. Hoogstwaarschijnlijk betrok Jan van Hembyse het Hof van Veere op de hoek van de Voldersstraat en de Korte Meer dat voorheen de locatie was van de Admiraliteit van Veere. Als reactie op het calvinistisch bewind stuurde Filips II Alexander Farnese naar de Lage Landen die Gent heroverde. Jan van Hembyse werd op het Sint-Veerleplein onthoofd. 

### De jezuïeten in Gent
Om de contrareformatie een steun in de rug te geven nodigde de stadsadministratie de jezuïeten uit om zich in de stad te vestigen. Men vond niet beter dan hen het hof van Veere waar Jan van Hembyse had gewoond aan te bieden dat ze in 1591 betrokken. Gent hielp hen financieel om het jaar daarop het aanpalende Sersandershof te kopen. Op de hoek van de Voldersstraat en de Paddenhoek trok men een nieuw college op. Het is het enige barokke jezuïetengebouw dat nog bestaat in Gent. In 1606 begon de bouw van de gotische Sint-Lievenskerk, ontworpen door lekenbroeder Hendrik Hoeymaecker. 
Na de opheffing van de orde door de paus Clemens XIV in 1773 werden de jezuïeten verbannen en hun bezittingen in beslag genomen. 

### Rechtbank en school
De Raad van Vlaanderen, het hoogste Vlaamse gerechtshof, verhuisde van het Gravensteen naar het voormalig college. De Franse revolutionairen vormden de rechtbank om tot een rechtbank van eerste aanleg. Na het congres van Wenen maakte Gent deel uit van het Verenigd Koninkrijk der Nederlanden met Willem I van Nederland als koning. Hij besliste dat er in de stad een universiteit zou worden opgericht met als faculteiten de rechtsgeleerdheid, wijsbegeerte en letteren, wetenschappen en geneeskunde. In 1817 stelden de stadsadministratie het terrein aan de Voldersstraat ter beschikking. Stadsarchitect Lodewijk Roelandt kreeg de opdracht en ontwierp de Aula die gebouwd werd op de plaats van de in 1801 afgebroken jezuïetenkerk. De faculteit ingenieurswetenschappen betrok het voormalig jezuïetenklooster. Roelandt breidde het complex achter het college uit met een classicistisch gebouw rond een binnentuin. De universiteit drong er bij het stadsbestuur op aan om het voormalig college te integreren in de rest van de universiteitsgebouwen maar men weigerde. In het college kreeg een middelbare school onderdak, genoemd naar Emile Braun. Het college onderging hierdoor een aantal wijzigingen die afbreuk deden aan haar historische waarde. Die werden hersteld toen de Gentse universiteit, eigenaar sedert 1998, het gebouw liet restaureren. Vandaag wordt de Emile Braunschool gebruikt door de faculteit rechtsgeleerdheid. 

## De Emile Braunschool en de overgang van de renaissance naar barok
De barok moest de contrareformatie uitdrukken, de triomf van het katholicisme over de andersdenkenden. Toch is de voorgevel eerder sober gebleven (renaissance) met de nadruk op horizontale lijnen en een vlakke, functionele façade terwijl de barok de nadruk legt op verticaliteit. 
Het portaal breekt de eentonigheid van de voorgevel met zijn driehoekig fronton met voluten en festoenen en de dorische zuilen bekroond met bossagen. Deze elementen vindt men terug in een aantal andere barokke gebouwen in Gent. Het beeld in de niche stelt vandaag de maagd van Gent voor. Het is 20e-eeuws. Oorspronkelijk stond hier de heilige Maagd ten tijde van de jezuïeten en later vrouwe Justitia toen het een rechtbank was.
Prominent aanwezig in het gebouw is het elf velden tellende stucwerk van de 17e-eeuwse kunstenaar Jan Hansche. Het kwam rond 1660 tot stand en ondanks allerlei functiewijzigingen van de bibliotheek bleef het onaangeroerd tot in 1939 negen velden werden verwijderd. Die werden in slechte omstandigheden opgeslagen in een loods van de haven van Gent. Dankzij de restauratie door de universiteit is het plafond in zijn oude glorie hersteld.

## Galerij

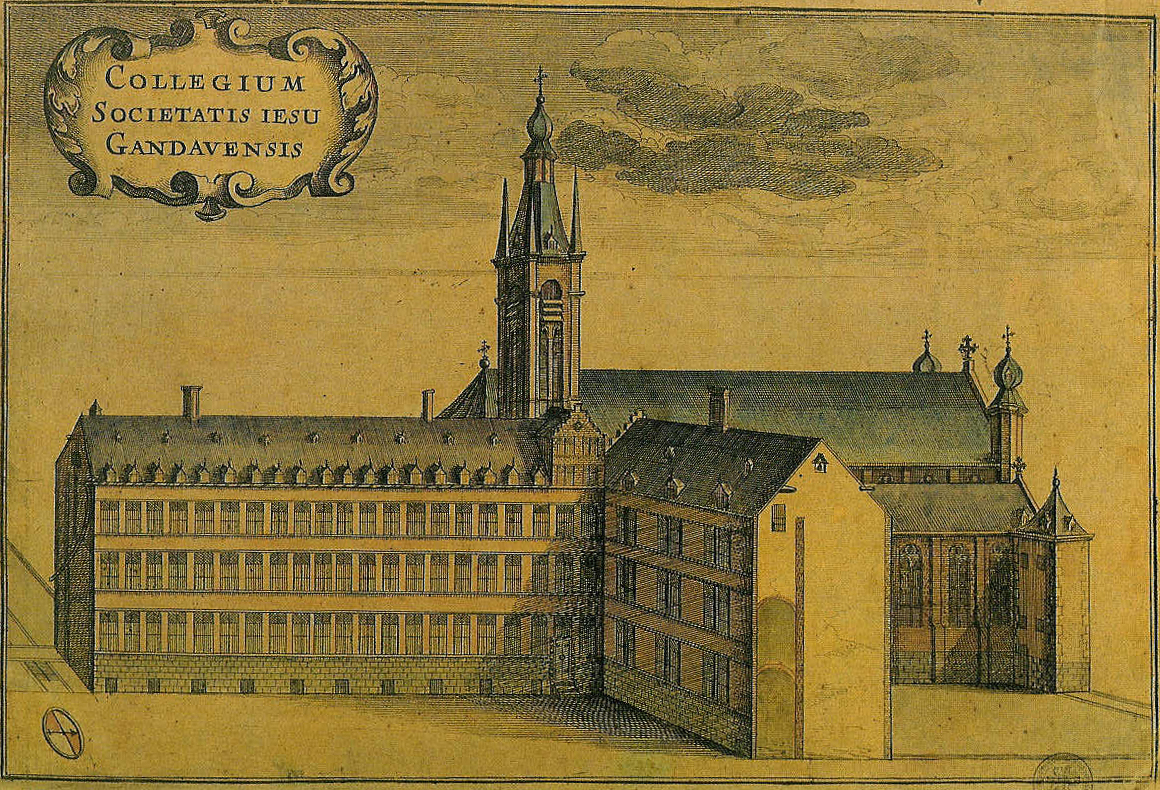
Het Jezuïetenklooster
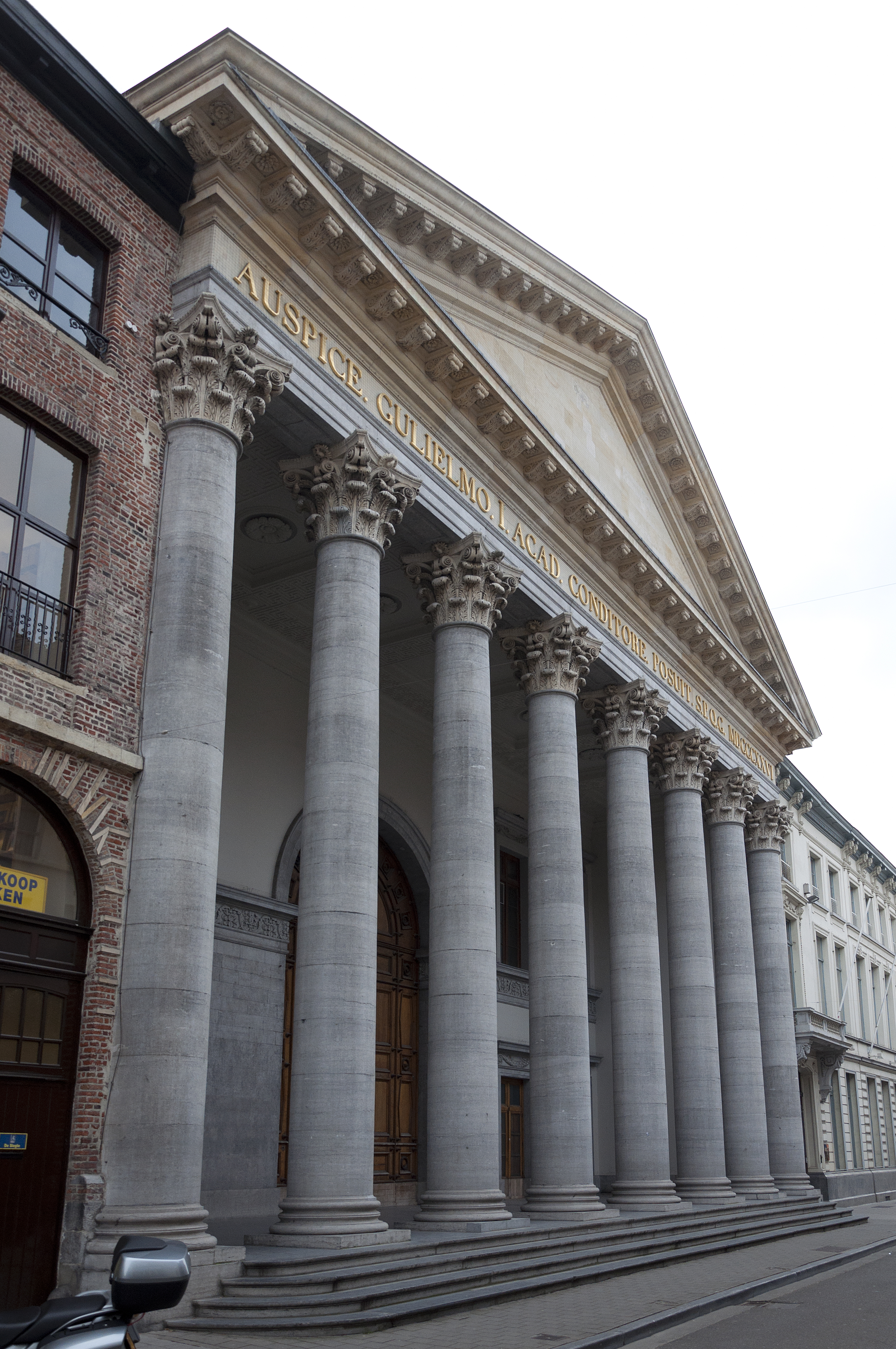
De Aula in de Voldersstraat
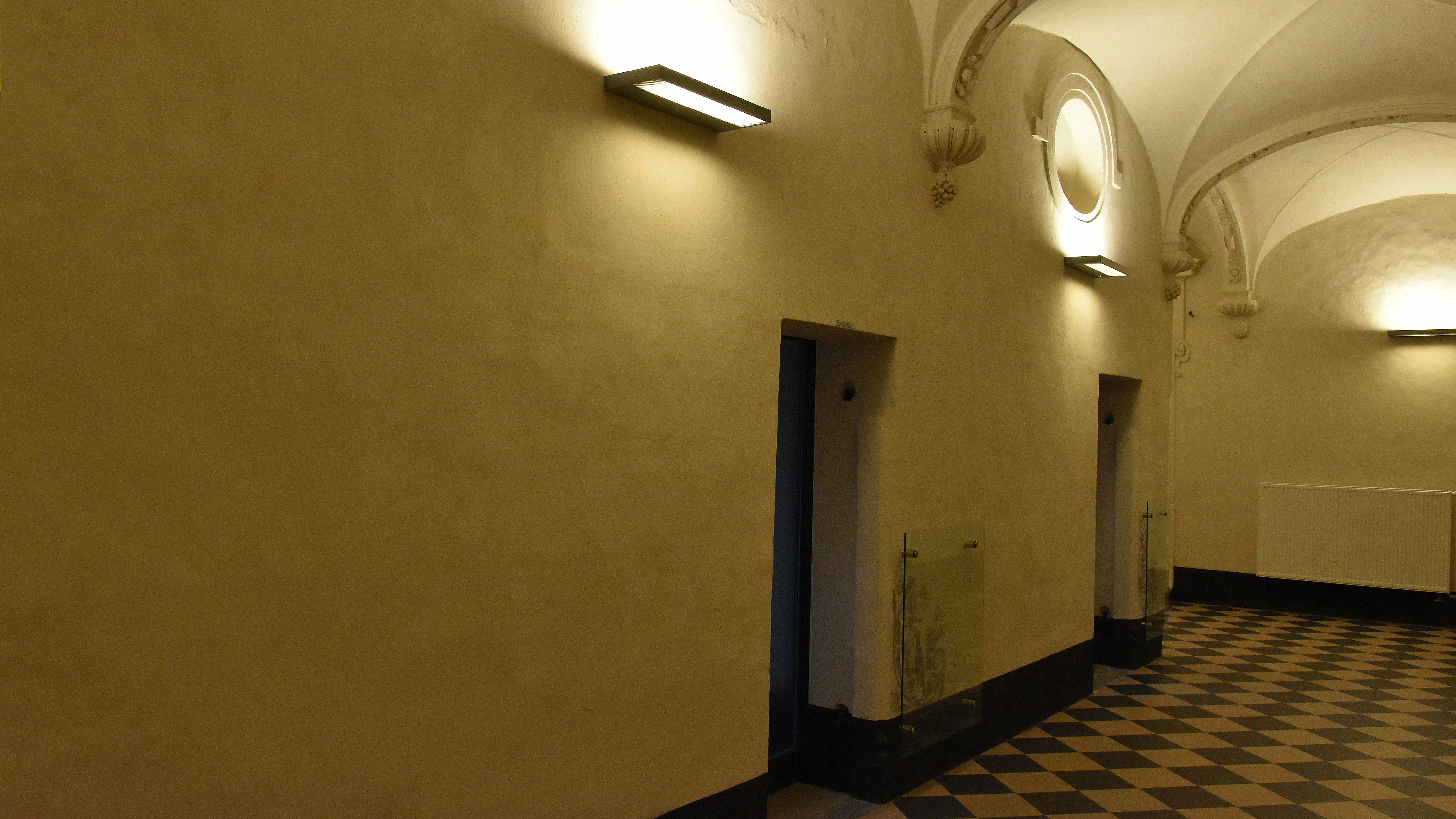
De cellen van de jezuïeten en de herontdekte fresco's
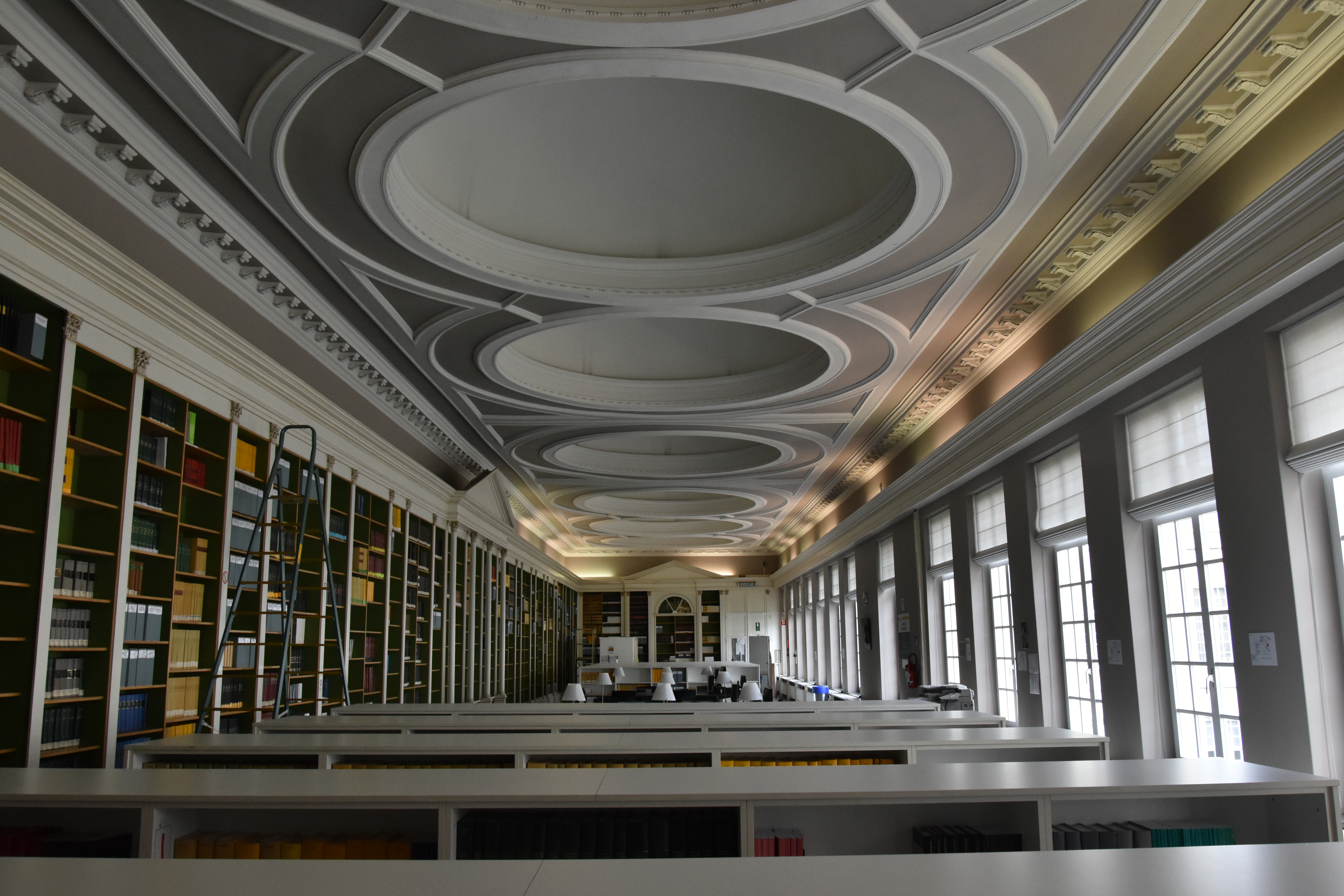
De bibliotheek in de classicistische vleugel